# Calonne-Ricouart
 Calonne-Ricouart  es una población y comuna francesa, situada en la región de Norte-Paso de Calais, departamento de Paso de Calais, en el distrito de Béthune y cantón de Divion.

## Demografía
| 10 585 | 9954 | 8534 | 7545 | 6585 | 5989 |
| Para los censos de 1962 a 1999 la población legal corresponde a la población sin duplicidades (Fuente: INSEE [Consultar]) |      |      |      |      |      |